# معهد المخطوطات الشرقية التابع للأكاديمية الروسية للعلوم
59°56′38″N 30°19′19″E / 59.944°N 30.322°E

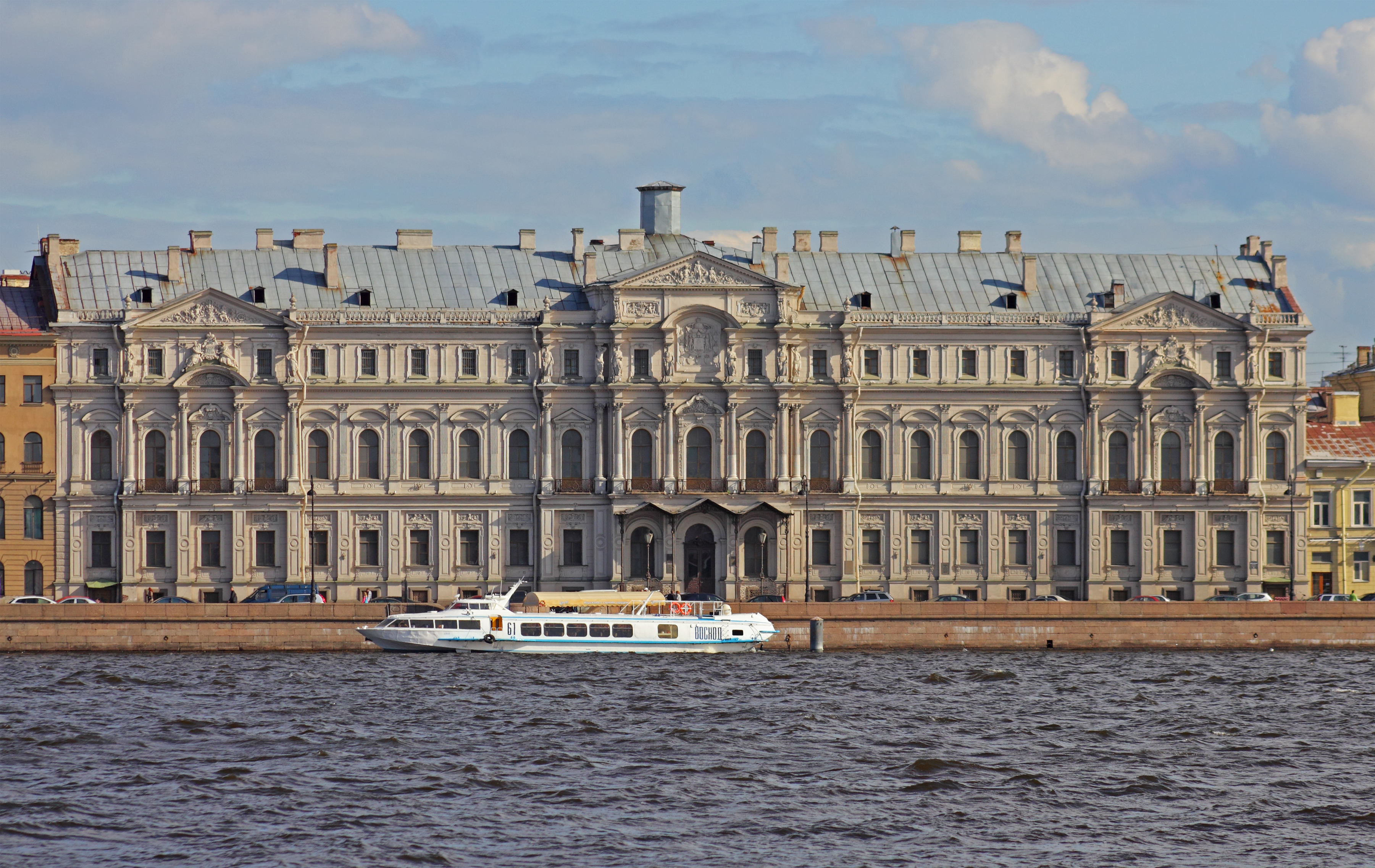
قصر نوفو ميخائيلوفسكي على رصيف القصر ، موطن معهد المخطوطات الشرقية

معهد المخطوطات الشرقية ( IOM ) التابع للأكاديمية الروسية للعلوم هو معهد أبحاث في سانت بطرسبرغ، في روسيا ، يضم مجموعات مختلفة من المخطوطات والمواد المطبوعة المبكرة باللغات الآسيوية، بما في ذلك العربية والصينية والمنغولية والتبتية والتانغوتية [الإنجليزية].

## المجموعات
تحتوي المنظمة الدولية للهجرة على مجموعة تضم أكثر من 100000 مخطوطة وكتاب مطبوع مبكر، تشمل حوالي 65 لغة مختلفة ، بما في ذلك العربية والأرمنية والصينية والجعزية الإثيوبية والجورجية والعبرية واليابانية والكورية والكردية والمانشو والمنغولية والفارسية والسنسكريتية والتانغوتية [الإنجليزية] والطاجيكية والتبتية والتركية القديمة والصغدية والإيغورية.

### المجموعة العربية

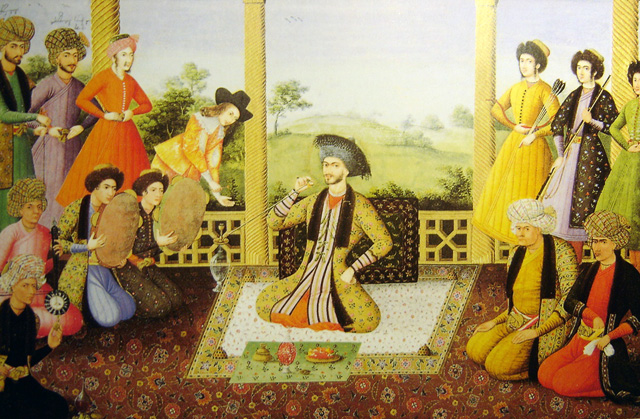
منمنمة لسليمان الأول ملك فارس، بقلم علي قلي جبّدار (ألبوم المنظمة الدولية للهجرة E 14، الورقة 89). تم الحصول على المخطوطة من القيصر نيكولاس الثاني في عام 1909، ونقلها من المتحف الروسي إلى المتحف الآسيوي في عام 1921.

كان أساس مجموعة المخطوطات في المتحف الآسيوي حوالي 700 مخطوطة مكتوبة بالخط العربي، تعود لجان بابتيست لويس جاك روسو، والتي تم الحصول عليها في عام 1819 (500 مخطوطة) و1826 (200 مخطوطة). قام أول مدير للمتحف الآسيوي، كريستيان مارتن فراهن، بزيادة مقتنيات المتحف من المخطوطات العربية، وبحلول عام 1828 كان المتحف يضم نحو 851 مخطوطة عربية وفارسية وتركية. ومع ذلك، لم تشهد مجموعة المخطوطات العربية نموًّا كبيرًا إلا في أوائل القرن العشرين. في عام 1915، اشترى فلاديمير أليكسييفيتش إيفانوف حوالي 1057 مخطوطة من بخارى، وفي عامي 1916 و1917، أرسل إس. في. تير-أفيتسيان، أمين متحف القوقاز [الإنجليزية] في تبليسي، عددًا كبيرًا من المخطوطات التي جمعها إلى المتحف الآسيوي، بما في ذلك أكثر من ألف مخطوطة عربية.

### المخطوطات الفردية والكتب المطبوعة
- نوفا ن 176 [الإنجليزية]— المخطوطة الكاملة الوحيدة المعروفة للغة الخيتان [الإنجليزية] المنقرضة، مكتوبة بخط الخيتان الكبير [الإنجليزية].[7]
- لؤلؤة في النخيل [الإنجليزية]— طباعة خشبية من القرن الثاني عشر لكتاب صينية ثنائي اللغة – مسرد التانغوت [الإنجليزية]

## طالع أيضًا
- مشروع دونهوانغ الدولي [الإنجليزية]

## روابط خارجية
- الموقع الرسمي
 – للمعهد